# Jouarre
Jouarre is een gemeente in het Franse departement Seine-et-Marne (regio Île-de-France). Jouarre telde op 1 januari 2022 4.262 inwoners. De plaats maakt deel uit van het arrondissement Meaux.

## Geschiedenis en erfgoed
De geschiedenis van Jouarre is verbonden met de abdij van benedictinessen, die al in de zevende eeuw werd gesticht.
Jouarre had te lijden onder de Honderdjarige Oorlog. Zo werd de toren van de abdij in brand gestoken door de Engelsen. Ook leed de gemeente schade door bombardemenen tijdens de Eerste Slag bij de Marne in 1914.

### Notre-Dameabdij
Rond 640 werd hier de vrouwenabdij Notre-Dame gesticht. De abdij droeg bij aan de ontwikkeling van de streek door het droogleggen van moerassen. Een eerste abdijkerk uit de zevende eeuw ging verloren tijdens de invallen van de Vikingen. In de negende eeuw werd een nieuwe kerk gebouwd door de benedictinessen. Madeleine d'Orléans, een halfzus van koning Frans I, was abdis van de Notre-Dameabdij. In de zeventiende eeuw werd opnieuw een nieuwe kerk gebouwd en in de loop van de volgende eeuw werd een deel van het klooster herbouwd. 
De abdij werd afgeschaft in 1792 en de gebouwen werden verkocht als nationaal goed. Een deel van de abdijgebouwen werd afgebroken om nieuwe straten te kunnen aanleggen. In 1799 keerden enkele van de verdreven zusters terug en begonnen overgebleven delen van het klooster op te kopen. Zo ontstond een nieuwe kloostergemeenschap rond het achttiende-eeuwse abdissenpaleis en een nieuwe negentiende-eeuwse kloosterkerk. Een Merovingische crypte met verschillende sarcofagen is bewaard gebleven.

### Historische monumenten

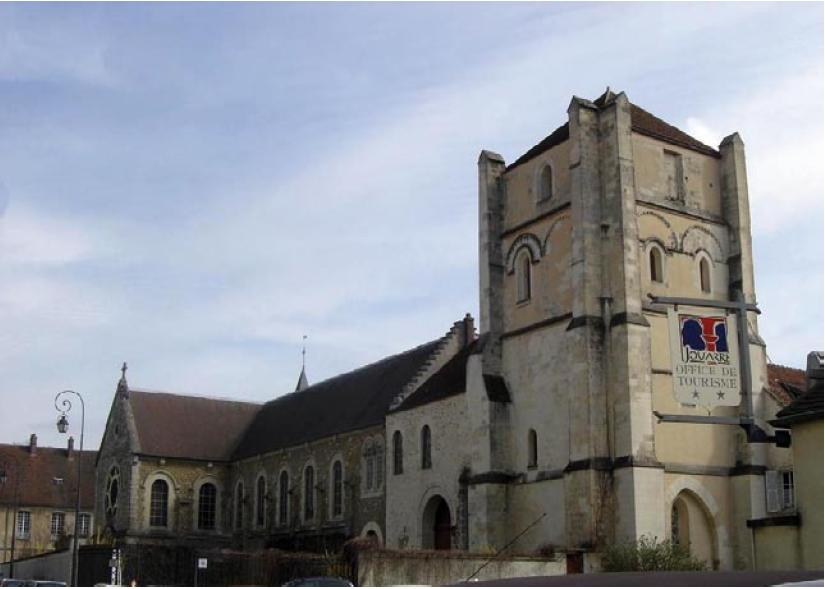
Notre-Dameabdij
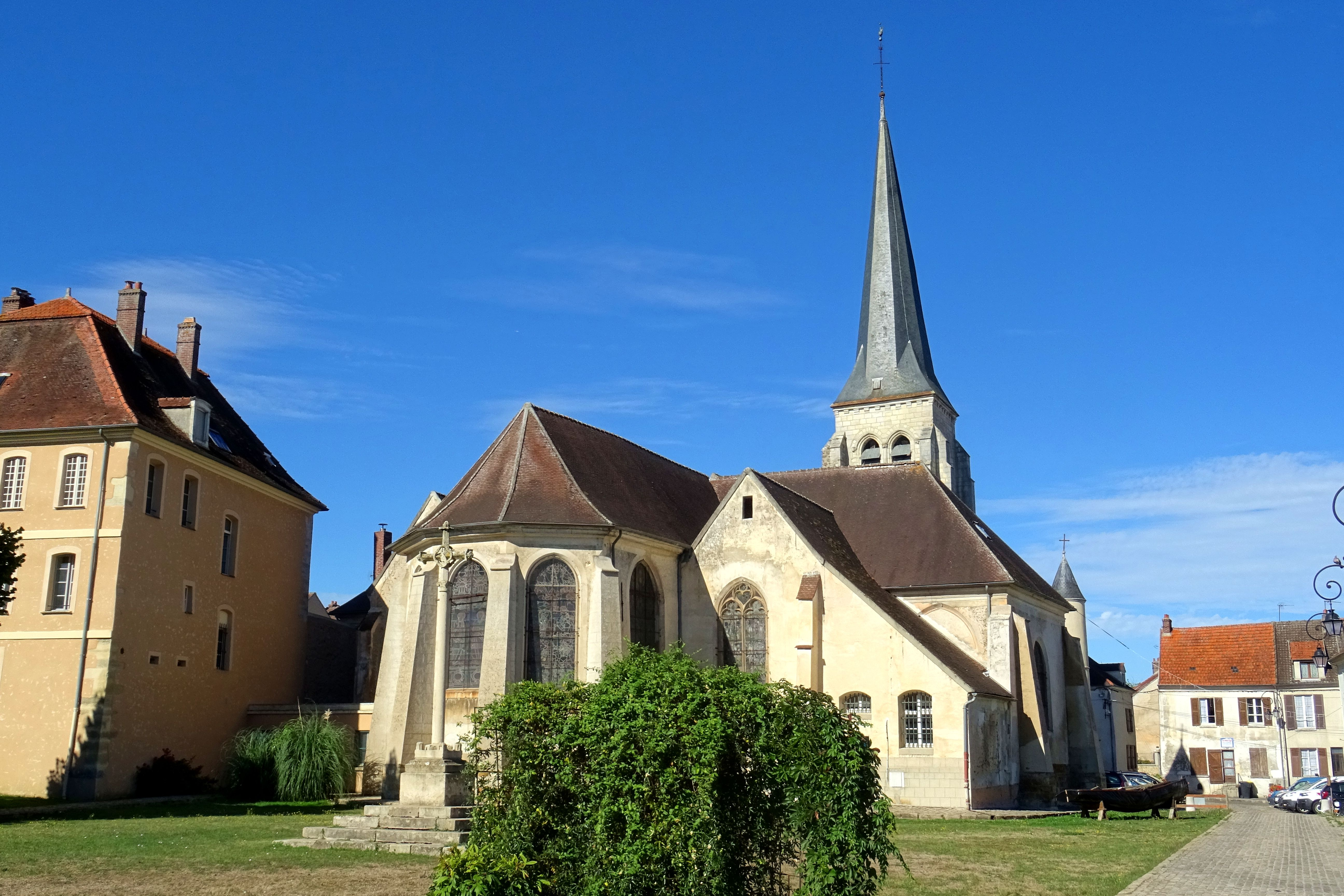
Saint-Pierre-et-Saint-Paulkerk
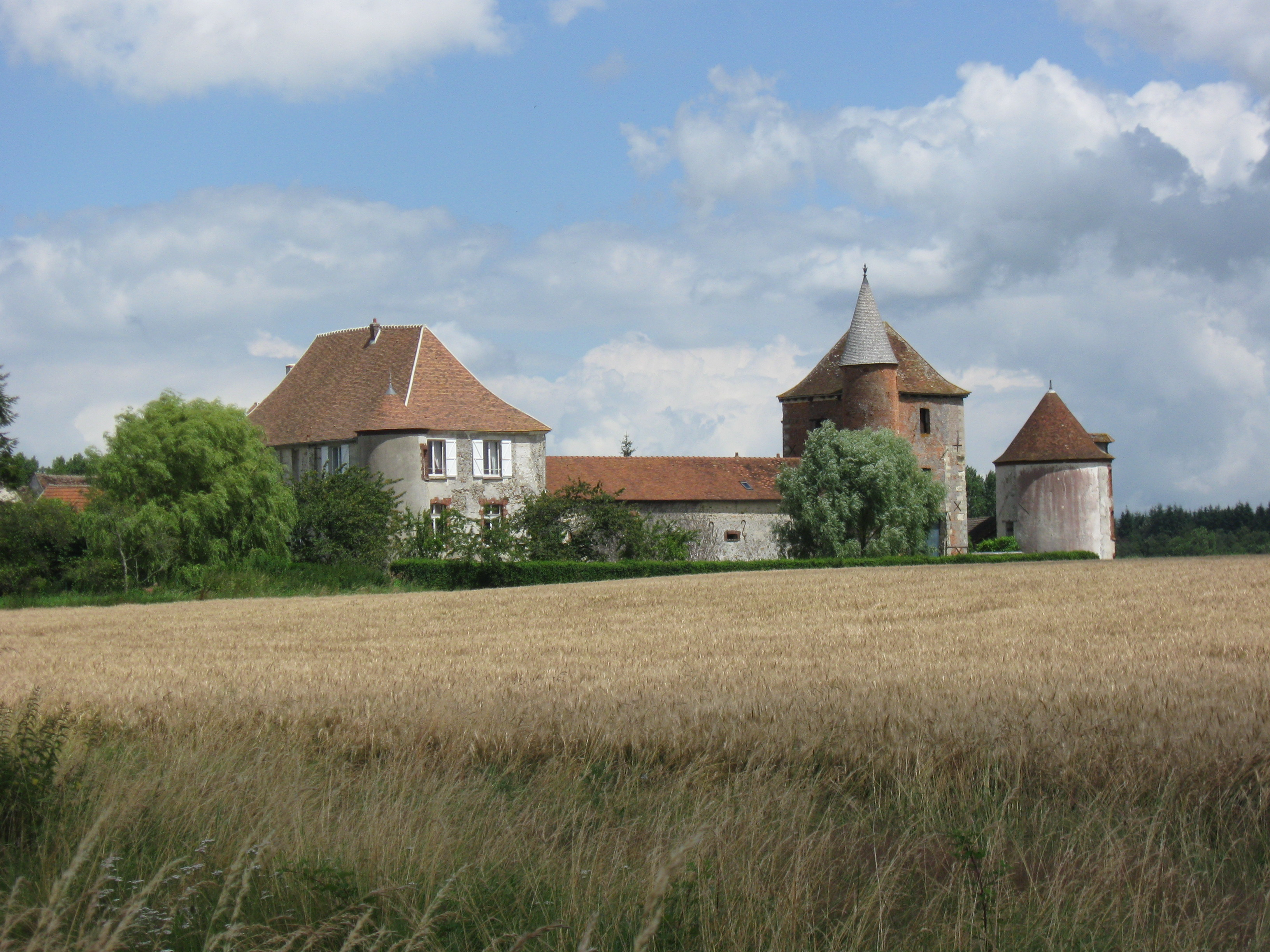
Manoir de Nolongue

## Geografie
De oppervlakte van Jouarre bedroeg op 1 januari 2022 42,19 vierkante kilometer; de bevolkingsdichtheid was toen 101 inwoners per km². 
De Petit Morin, een zijrivier van de Marne, stroomt door de gemeente. Naast het centrum liggen er vijf gehuchten in de gemeente: Courcelles-sous-Jouarre, Vanry, Romeny, Le Glairet en Les Corbiers.
De onderstaande kaart toont de ligging van Jouarre met de belangrijkste infrastructuur en aangrenzende gemeenten.

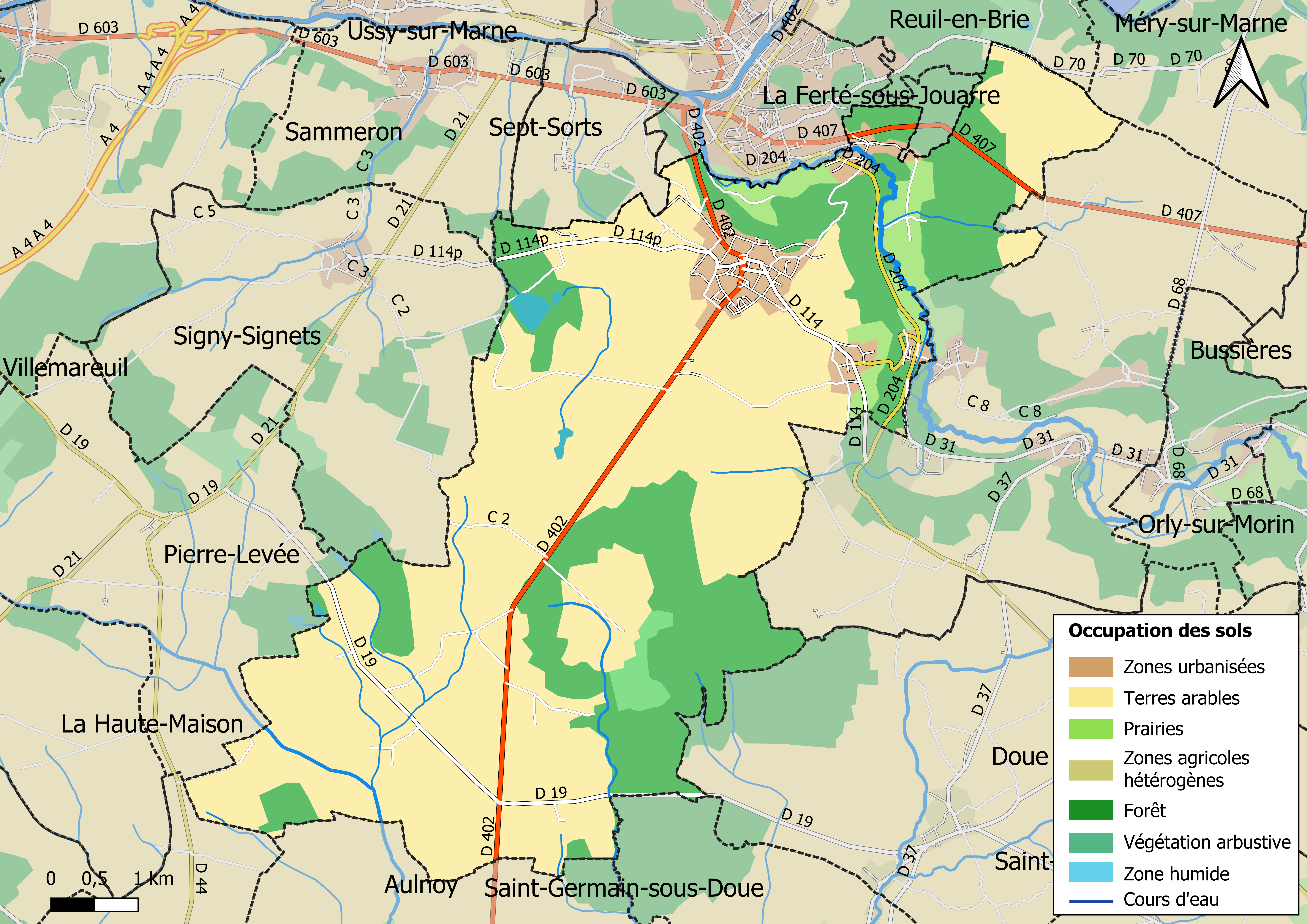

## Demografie
Onderstaande figuur toont het verloop van het inwonertal (bron: INSEE-tellingen).